# Simplesita
La simplesita és un mineral de la classe dels arsenats, que pertany i dona nom al grup simplesita de minerals. Va ser anomenada així per Johan Friedrich August Breithaupt l'any 1837 del grec sin, amb, i plesiazein, agrupar-se, degut a la seva relació amb altres minerals.

## Característiques
La simplesita és un arsenat de ferro, que cristal·litza en el sistema triclínic. Forma cristalls petits i allargats, generalment imperfectes. Es poden trobar agregats esfèrics d'estructura radial. La seva duresa a l'escala de Mohs és de 2,5. És un mineral dimorf de la parasimplesita, amb la qual pot aparèixer formant intercreixements. El ferro (Fe2+) que conté es pot oxidar a un grau significatiu a Fe3+ (ferrisimplesita) amb un canvi adjunt en el color i propietats òptiques anàlogues a la vivianita.
Segons la classificació de Nickel-Strunz, la simplesita pertany a «08.CE: Fosfats sense anions addicionals, amb H₂O, només amb cations de mida mitjana, RO₄:H₂O sobre 1:2,5» juntament amb els següents minerals: chudobaïta, geigerita, newberyita, brassita, fosforrösslerita, rösslerita, metaswitzerita, switzerita, lindackerita, ondrušita, veselovskýita, pradetita, klajita, bobierrita, annabergita, arupita, barićita, eritrita, ferrisimplesita, hörnesita, köttigita, manganohörnesita, parasimplesita, vivianita, pakhomovskyita, cattiïta, koninckita, kaňkita, steigerita, metaschoderita, schoderita, malhmoodita, zigrasita, santabarbaraïta i metaköttigita.

## Formació i jaciments
Es troba en zones d'oxidació dels dipòsits hidrotermals que contenen arsènic. Sol trobar-se associada a altres minerals com: escorodita, roselita, farmacosiderita, parasimplesita, eritrita i annabergita. Als territoris de parla catalana ha estat descrita a la mina Atrevida (Vimbodí i Poblet, Conca de Barberà).

## Grup de la simplesita
El grup de la simplesita de minerals és un grup de fosfats i arsenats triclínics integrat per tres espècies, molt relacionat amb el grup vivianita.
| Espècie         | Fórmula                      |
| --------------- | ---------------------------- |
| Ferrisimplesita | Fe3+₃(AsO₄)₂(OH)₃·5H₂O       |
| Metaköttigita   | (Zn,Fe,Fe)₃(AsO₄)₂·8(H₂O,OH) |
| Simplesita      | Fe2+₃(AsO₄)₂·8H₂O            |